# Дёмкинский
Дёмкинский — посёлок Первомайского сельсовета Лев-Толстовского района Липецкой области.

## Население
| 2000 | 2010 |
| ---- | ---- |
| 1    | →1   |